# Trilogie Samouraï

Affiche japonaise du film "La Légende de Musashi" (宮本武蔵; Miyamoto Musashi), 1954.

La Trilogie Samouraï est un ensemble de trois films japonais réalisé par Hiroshi Inagaki, sortis en 1954, 1955 et 1956. Les films sont basés sur le roman Musashi de Eiji Yoshikawa relatant la vie légendaire du samouraï Miyamoto Musashi qui est interprété par Toshirō Mifune.
Les films sont :
- La Légende de Musashi (1954)
- Duel à Ichijoji (1955)
- La Voie de la lumière (1956)

Les scènes de combats sont chorégraphiées par Yoshio Sugino.

## Distinctions
- 1956 : Oscar du meilleur film en langue étrangère[1]